# Buno-Bonnevaux
Buno-Bonnevaux är en kommun i departementet Essonne i regionen Île-de-France i norra Frankrike. Kommunen ligger i kantonen Milly-la-Forêt som tillhör arrondissementet Évry. År 2022 hade Buno-Bonnevaux 523 invånare.

## Befolkningsutveckling
Antalet invånare i kommunen Buno-Bonnevaux
| Referens: INSEE |